# Anne Vanderlove
Anne Vanderlove, artiestennaam van Anna van der Leeuw (Scheveningen, 11 december 1943 - Vannes, 30 juni 2019), was een Nederlands-Frans singer-songwriter. Ze behaalde haar grootste successen in de tweede helft van de jaren zestig in Frankrijk met chansons. Ze was ambassadeur van een aantal humanitaire organisaties.

## Biografie
Van der Leeuw werd in Nederland geboren als dochter van een Nederlandse kunstschilder en een Bretonse moeder. Na de scheiding van haar ouders werd ze opgevoed door haar Franse grootouders. Als kind hield ze van lezen, al ging ze aanvankelijk slechts tot haar twaalfde naar school. Later haalde ze dat in door een studie filosofie af te ronden.
Midden jaren zestig ging ze naar Parijs met het doel om op humanitaire missie naar Chili te gaan. Toen ze daar chansonniers in de straten zag, besloot zelf ook te gaan zingen en componeren en in Parijs te blijven. Ze begon haar loopbaan in 1965 in het cabaret van Chez Georges in de rue des Canettes (6e arrondissement). Hier ontmoette ze de artistiek directeur van het platenlabel Pathé-Marconi die haar een platencontract aanbood.
Haar eerste single, Ballade en novembre, werd in 1967 meteen een hit in Frankrijk en bereikte ook de Ultratop in Wallonië. In de Franse jaarlijst van 1967 kwam hij op plaats 39 te staan met meer dan 100.000 verkochte exemplaren. Ze ging dat jaar op tournee en bracht haar debuutalbum Ballades en novembre uit. Het album leverde haar de Grand Prix de l'Académie de la Chanson Française op.
Hierna had ze succes met chansons als Les petits cafés en La fontaine de Dijon. Tijdens de protesten van mei 1968 zong ze voor stakende fabrieksarbeiders en bracht ze het protestlied Ballade au vent des collines uit.
Hierna raakte ze gebrouilleerd met Pathé-Marconi en kwam haar carrière zonder label in het slop terecht. In 1970 werkte ze mee als zangeres en in het achtergrondkoor van het album La mort d'orion van Gérard Manset. Sinds de wending in haar carrière trad ze op ongewone plaatsen op, zoals in ziekenhuizen, scholen en gevangenissen. Ze trad ook op in het buitenland. Haar platen produceerde ze toen zelf.
Voor haar album La vie s'en va werd ze in 1981 onderscheiden met een Oscar de la chanson française. Het album Chante les couleurs met kinderliedjes bracht ze meermaals uit. Eind jaren tachtig bracht ze een driedubbel-cd uit met de titel Ballade en novembre. In 1997 en 1999 maakte ze een uitstap naar andere muziekstijlen, met het album Blues en het Keltische muziekalbum Silver.
Ze was ambassadeur van een aantal humanitaire organisaties. Begaan met het milieuramp die ontstond toen de olietanker Erika voor de Bretonse kust verging, bracht ze in 2000 de cd-single Pour que tous les oiseaux vivent heureux uit. De opbrengst schonk ze aan een Bretonse milieuorganisatie. In 2013 werd ze door het Ministerie van Cultuur uitgeroepen tot ridder in de Orde van Kunsten en Letteren.
In de nacht van 29 op 30 juni 2019 overleed Anne Vanderlove thuis in haar woonplaats Vannes op de leeftijd van 75 jaar.

## Albums
- 1967: Ballades en novembre
- 1968: Ballade au vent des collines, ep
- 1972: Lady Jane
- 1973: Non
- 1974: La folle du bout du quai
- 1977: Pour les enfants
- 1978: La sirène
- 1981: La vie s'en va
- 1983: Chante les couleurs
- 1984: Partir ...
- 1997: Bleus
- 1999: Silver
- 2000: Escales
- 2003: Femme de légende
- 2007: La renverse
- 2010: Rue Colombus